# Feldzug nach Rowno

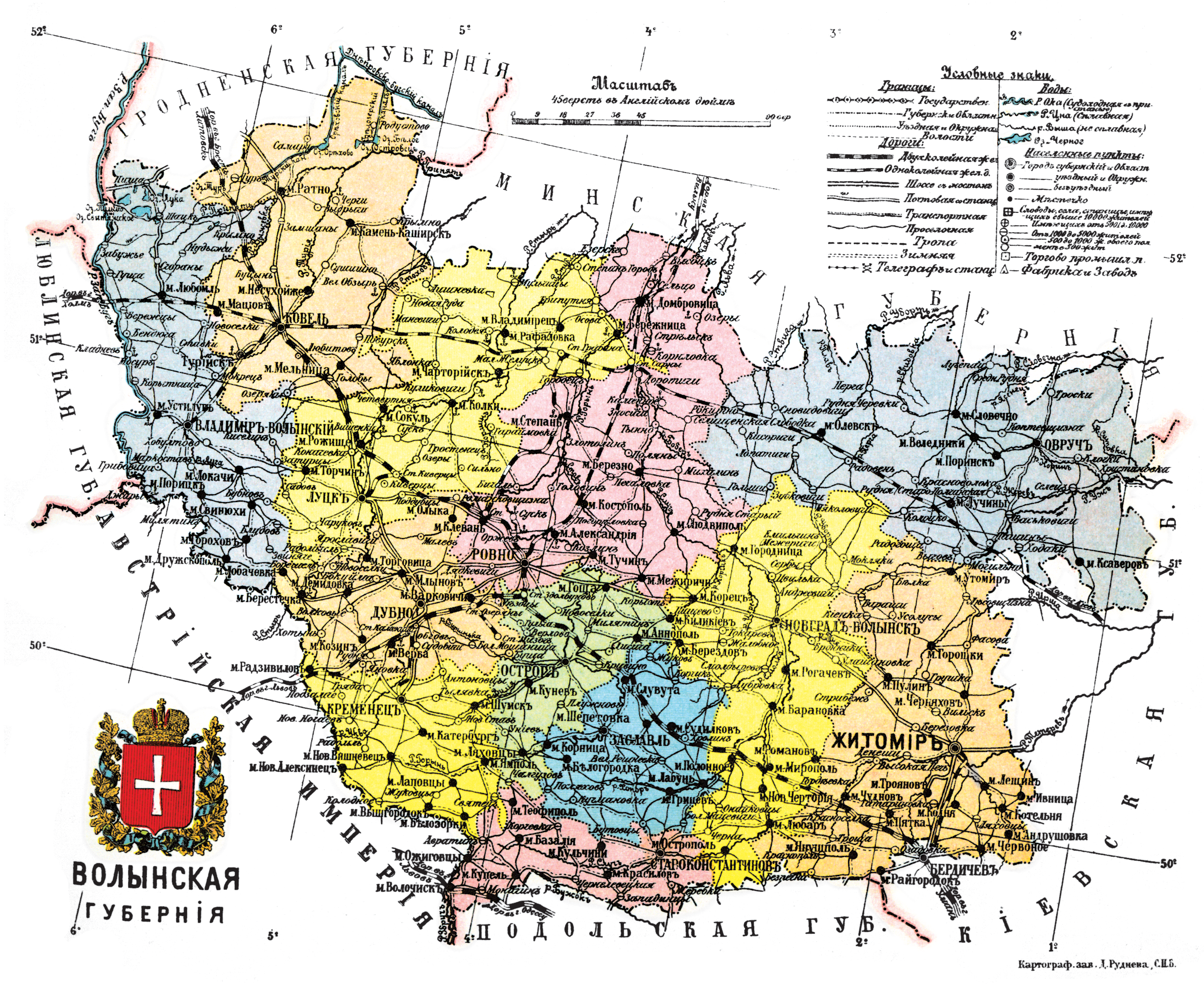
Karte des russischen Gouvernements Wolhynien mit Straßen- und Eisenbahnverbindungen, 1911

Der Feldzug nach Rowno im Herbst 1915 war Teil des Ersten Weltkrieges und spielte sich am südlichen Teil der Ostfront ab. Nach dem Großen Rückzug der russischen Fronten erfolgte ab 26. August der Vormarsch der österreichisch-ungarischen Truppen über die Grenze Ostgaliziens zum Übertritt auf russisches Gebiet. Nach anfänglichen Erfolgen in Wolhynien folgten in der ersten Monatshälfte des September aus dem Raum Rowno starke Gegenangriffe der russischen 8. Armee. Nur mit Hilfe der deutschen Korpsgruppe Gerok konnte Ende September die bereits verlorene Stadt Luzk (Luck) wieder genommen werden und die zum Stellungskrieg übergegangene Front stabilisiert werden. Der Feldzug brachte den Mittelmächten Gebietsgewinne bis zum Styr-Abschnitt, die dafür bezahlten Truppenverluste waren für die k.u.k. Armee besonders schwer.

## Vorgeschichte
Infolge des Großen Rückzuges war auch die russische Südwestfront im Sommer 1915 kampflos auf die Grenze von Ostgalizien zurückgegangen. Am 21. August gab der österreichisch-ungarische Generalstabschef Generaloberst Conrad von Hötzendorf die allgemeinen Richtlinien zur Fortsetzung der k.u.k. Offensive vor, darin sollte der rechte Heeresflügel der k.u.k. Streitkräfte über die alte Landesgrenze auf russisches Staatsgebiet vorgehen. Die k.u.k. 1. und 2. Armee sowie die deutsche Südarmee wurden angewiesen, nach Beginn des russischen Rückzuges sofort die Verfolgung aufzunehmen. Der linke Flügel der 1. Armee wurde an Truppenzahl verstärkt, indem die Gruppe Smekal (45. Schützen-Division) und die von der Armeeabteilung Woyrsch herankommende 7. Kavallerie-Division über Kowel nachgeführt wurde. Die Verfolgung des über Kowel zurückgehenden russischen XXXI. Armeekorps wäre durch den rechten Flügel die Bugarmee des General von Linsingen anzustreben, diese Aufgabe wurde bald von der herankommenden k.u.k. 4. Armee unter Erzherzog Joseph Ferdinand übernommen.
Feldzeugmeister von Puhallo, der Oberbefehlshaber der k.u.k. 1. Armee folgte am Nachmittag des 26. August mit dem I. und II. Korps sowie der Gruppe Szurmay zum Luga-Abschnitt, das X. und IX. Korps schloss auf die Linie Zimno–Makowicze auf. Das XIV. Korps und die 4. Kavallerie-Division stellten sich bei Holoby beiderseits der Bahn von Kowel zum Durchbruch in Richtung auf Rowno bereit. Zur Besetzung von Kowel wurde die 2. Division (FML Sellner) bestimmt, die Verfolgung des russischen XXXI. Korps (75. und 83. Reserve-Division) und die Sicherung der Nordflanke wurde dem Kavalleriekorps Heydebreck mit der deutschen 5. Kavallerie-Division, der ungarischen 11. Honved-Kavallerie-Division und der sich bei Luboml versammelnden k.u.k. 7. Kavallerie-Division übertragen.
Das XIV. Korps besetzte am 25. August Kowel und verfolgte die Russen über die Turija. Der Vormarsch der k.u.k. Heeresgruppe in Ostgalizien erreichte am 25. August den Raum Luck. Das X. Korps (24. und 62. Division) und das IX. Korps (10. und 26. Division) marschierte zwischen Luga und der Turija nach Osten vor. Das XIV. Korps (3. und 21. Division) besetzte Kowel und schwenkte nach Südosten ein, um der russischen 8. Armee in die Flanke zu stoßen. Gemäß der Order Conrads hatte das X. Korps gegen Lokaczy, das IX. Korps gegen Torczyn vorzustoßen und den Hauptstoß des X. Korps bei Zaturcy zu unterstützen. Die 4. Kavallerie-Division deckte die Flanke entlang der Straße Kowel-Luck. Dahinter folgte das XIV. Korps im zweiten Treffen nach.

## Aufmarsch der k.u.k. Streitkräfte

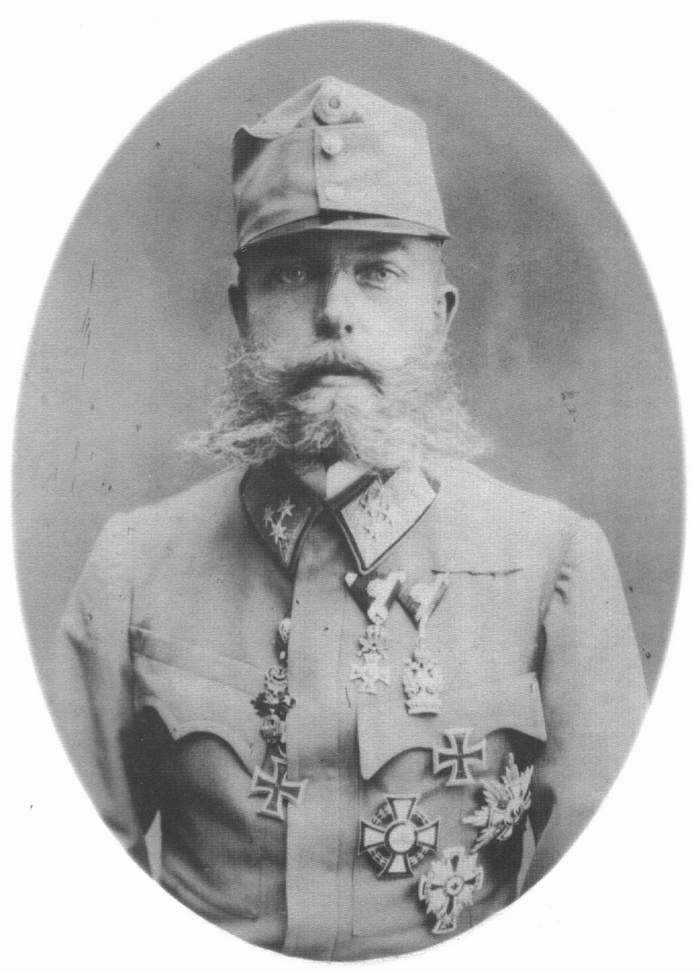
Erzherzog Joseph Ferdinand

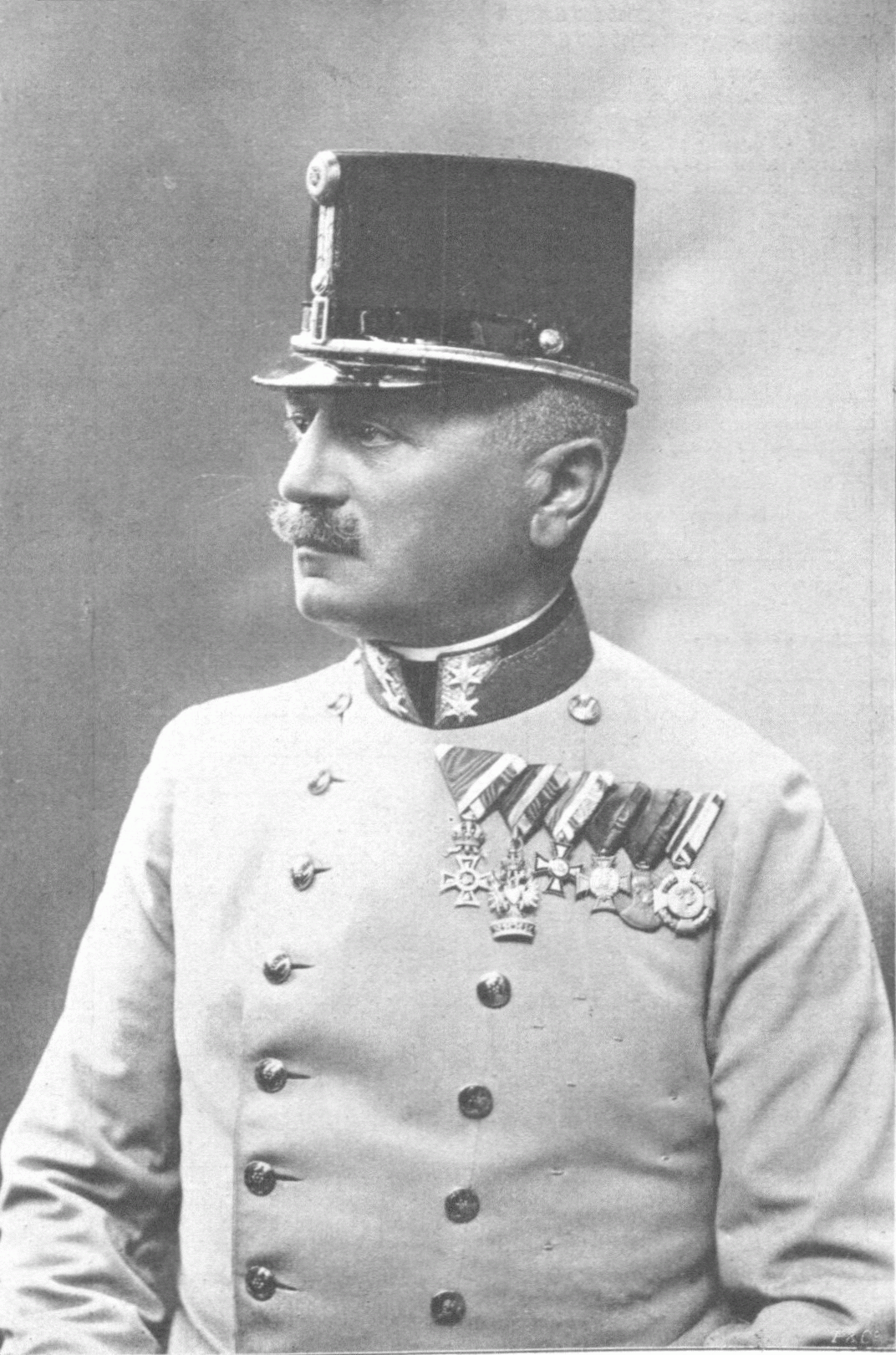
Paul Puhallo von Brlog

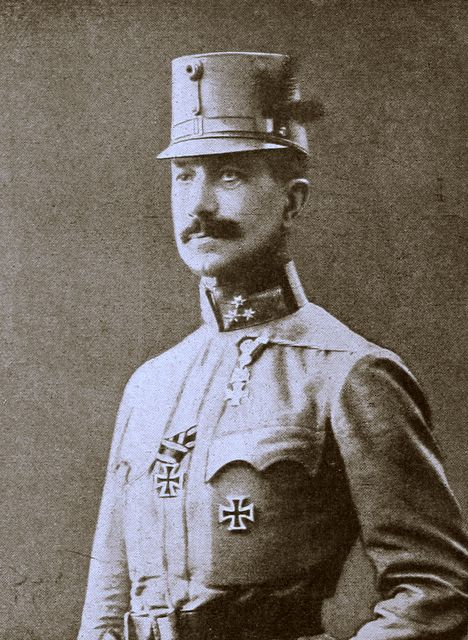
Eduard von Böhm-Ermolli

Am Südflügel der Bugarmee marschierte das Korps Szurmay längs der Luha bis zur Mündung der Rata vor. Das herankommende I. und II. Korps der k.u.k. 1. Armee hatte das Vorgehen am Nordflügel Linsingens zu unterstützen. Hinter dem X. Korps marschierte die 13. Schützen-Division als Reserve auf.
An der oberen Zlota Lipa marschierte die k.u.k. 2. Armee mit dem V. Korps mit 44.000 Mann und 182 Geschützen auf. Die Gruppe Goglia beteiligte sich auf 20 Kilometern Breite am allgemeinen Vorstoß. Der linke Flügel der 2. Armee wurde mit dem Korps Czibulka verstärkt. Im Zentrum der k.u.k. 2. Armee hatte das XIX. Korps (29. Division) und das IV. (51. Honved- und 27. und 32. Division) den Angriff der Gruppe Goglia zu unterstützen. Operatives Ziel der 2. Armee war der Übergang über die Ikwa bei Werba. Die Südarmee des Generals von Bothmer hatte zur Unterstützung durch einen Vorstoß des Korps Marschall über den Dunajow auf Zborów zu unterstützen. Südlich davon hatte das Korps Hofmann parallel dazu bei Zawalow über die Zlota Lipa vorzugehen.
Die österreichisch-ungarischen Streitkräfte standen mit 38 ½ Infanterie- und 8 ½ Kavallerie-Divisionen (etwa 480.000 Mann) der russischen Südwestfront (mit 29 Infanterie- und 14 Kavalleriedivisionen) gegenüber:
4. Armee unter Erzherzog Joseph Ferdinand:
- Kavalleriekorps FML Graf Bissingen (2. Kavalleriedivision und 11. Honved-Kavalleriedivision)
- Kavalleriekorps Berndt (4., 7. und 10. Kavalleriedivision)
- XIV. Korps (Josef Roth; 2., 3. und 21. Division)
- X. Korps (Hugo Martiny von Malastów; 24., 37. und 62. Division)
- IX. Korps (Rudolf Králíček; 10. und 26. Division)
- Gruppe Smekal (4. und 45. Division)

1. Armee unter Paul Puhallo von Brlog:
- Gruppe Szurmay (7. und 40. Division)
- II Korps (Johann von Kirchbach; 13. und 25. Division)
- I. Korps (Karl von Kirchbach; 9. und 46. Division)
- Armeereserve: 13. Schützendivision

2. Armee unter Eduard von Böhm-Ermolli:
- XVIII. Korps (Claudius von Czibulka; 31. und 43. Division, 1. Kav.-Division, 1. Landsturm-Brigade)
- XIX. Korps (Ignaz Trollmann; 29. und 34. Division)
- IV. Korps (Albert Schmidt von Georgenegg; 27. und 32. Division, 51. Honved-Division)
- V. Korps (Ferdinand Goglia; 14. und 33. Division)

Südarmee unter Felix von Bothmer:
- Korps Hofmann (55. Division, 131. Brigade, k.u.k. 1. Kavallerie-Division, Brigade Bolzano und 48. Reserve-Division)
- Korps Marschall (3. Garde-Division, k.u.k. 19. Infanterie- und 38. Honved-Division)

7. Armee unter Karl von Pflanzer-Baltin:
- VI. Korps (Arthur Arz von Straußenburg; 12. und 39. Division)
- XIII. Korps (Adolf von Rhemen; 15. und 36. Division)
- Korps Henriquez (5. und 30. Division, 8. Kavallerie-Division)
- Korps Benigni (6. Division, 3., und 5. Kavallerie-Division)
- XI. Korps (Ignaz Edler von Korda; 42. Honved-Division, 6. Kavallerie-Division)

## Situation bei den Russen

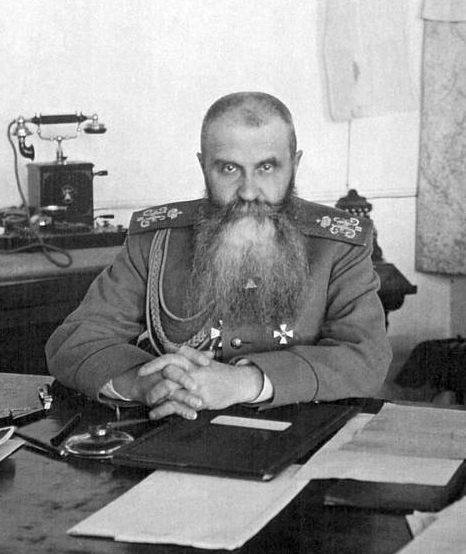
General der Artillerie Iwan Iwanow (Südwestfront)

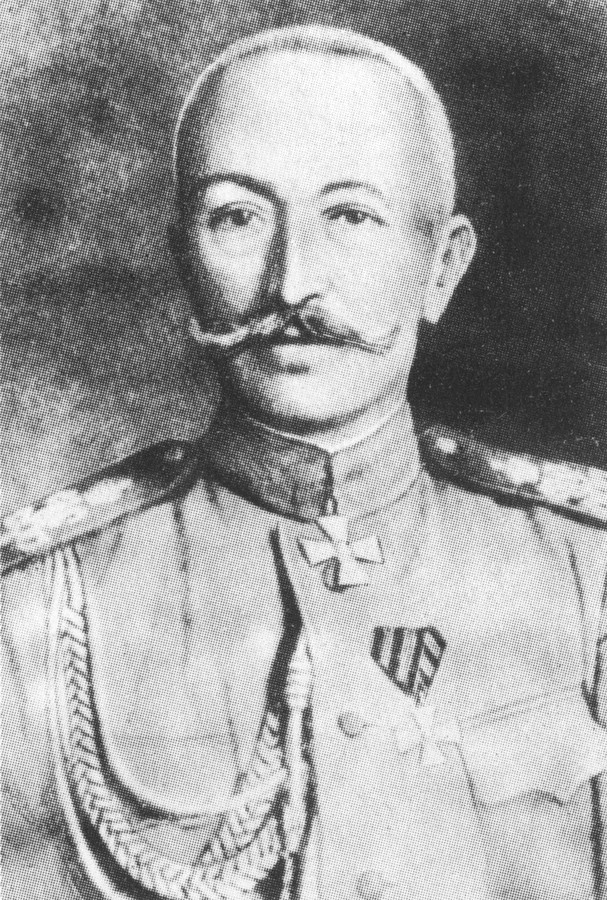
Alexei Brussilow (AOK 8)

Südlich des Pripjatgebietes erfolgte bei Włodawa der russische Rückzug über den Bug in Richtung auf Kowel. General Sawitsch, der Stabschef der russischen Südwestfront, versuchte, die neue Frontlinie am oberen Bug über der Olzanica bis zur Zlota Lipa aufzubauen. General der Artillerie Nikolaj Iwanow zog das XII. Armeekorps nach Torczyn und Swiniuchy heran und baute mit dem XXXIX. Armeekorps einen starken Flankenschutz am Bug auf. Nach Norden verlängerte das russische Kavallerie-Korps unter General Gyllenschmidt die Südwestfront bis zum Pripjat.
3. Armee unter General Leonid Lesch:
- Grenadierkorps (2. und 4. Grenadier-Division)
- XXXI. Armeekorps (75. und 83. Reserve-Division)
- Kavalleriekorps Gyllenschmidt (2. und 3. Kosakendivision, 3. kaukasische Kosaken-Division)
- 77. Reserve-Division

Nachdem sie im Juli und August 1915 zehn Infanterie-Divisionen an die Nordwestfront abgegeben hatte, verfügte die Südwestfront über noch 29 Infanterie- und elf Kavalleriedivisionen.
Die 8. Armee unter General Alexei Brussilow stand noch am Bug mit acht Infanterie- und vier Kavalleriedivisionen:
- Kavalleriekorps Weljassew (11. und 16. Kavalleriedivision)
- XXIV. Armeekorps (49. Division und 81. Reserve-Division)
- XII. Armeekorps (12. und 19. Division)
- XXXIX. Armeekorps (102. und 105. Reserve-Division)
- XVII. Armeekorps (3. und 35. Division)
- VIII. Armeekorps (14. und 15. Division)
- Kavalleriekorps Rerberg (7. Kavalleriedivision, 2. und 3. Don-Kosaken-Brigade)

An der Grenze Ostgaliziens und in Podolien sicherte die 11. Armee unter General Wladimir Sacharow mit 6 ½ Infanterie-Divisionen:
- VII. Armeekorps (13. und 34. Division)
- VI. Armeekorps (4. und 16. Division)
- XVIII. Armeekorps (23. und 37. Division)
- XXII. Armeekorps (finnische 1. und 3. Schützen-Division)

Im Süden am Sereth sicherte die 9. Armee unter General Platon Letschizki mit acht Infanterie- und 5 ½ Kavalleriedivisionen:
- 2. Kavallerie-Korps (Kuban-Kosaken-Division, 9. Kavallerie-Division)
- XI. Armeekorps (11. und 32. Division)
- XXX. Armeekorps (71. und 74. Reserve-Division)
- XXXIII. Armeekorps (79. und 82. Reserve-Division)
- XXXII. Armeekorps (78. und 103. Reserve-Division)
- 3. Kavallerie-Korps (6., 10. und 12. Kavallerie-Division)

## Erste Angriffsphase 26. bis 31. August

### Vorstoß der 1. Armee zum Styr und an den Stochod
Die k.u.k. 1. Armee führte am 26. August den ersten Angriff auf 50 Kilometern Breite mit neun Infanterie- und zwei Kavalleriedivisionen zwischen der Luga und Roziszcze. Das X. Korps gelangte nach Chorostow, das IX. Korps war im Vorgehen auf Makowiczy und erreichte den Übergang am Stochod bei Kisielin. Das XIV. Korps ging auf Lubitow vor. Die 4. Kavalleriedivision hatte keinen Feind vor sich und erreichte Holoby, die 7. Kavalleriedivision sicherte, nach Südosten einschwenkend, den Armeeflügel gegen Luboml ab. Die Gruppe Smekal (4. und 45. Division) erreichte Cholm. Der russische Rückzug erfolgte vom Styrabschnitt bei Luck, die russische 12. Division (XII. Armeekorps) ging auf Torczyn zurück. Der Nordflügel der 1. Armee (X. und IX. Korps) konnte am 27. August die Linie Biskupiczy-Wojmica-Kisielin überschreiten. Ebenfalls am 27. August konnte das Korps Szurmay mit der 24. Division Biskopiczy und die 9. Division (I. Korps) die Linie Steniatyn-Szewow gewinnen, das XIV. Korps (3. und 21. Division) hatte den Raum südöstlich Perespa erreicht.
Die am 28. August über den Styr gegangene 4. Kavallerie-Division stieß nach Südosten auf Troscianiec vor. Generaloberst von Conrad befahl FZM Puhallo am 28. August, den Styr mit starkem linken Flügel abwärts von Rozyszcze zu überschreiten, um den Knotenpunkt Luzk besetzten zu können.
Am 29. August deckte die 4. Kavallerie-Division den Nordflügel der 1. Armee, noch am Abend überschritt das Korps Szurmay die Luga zwischen Zytanie und Markostaw und erreichte die neue Linie Poryck-Szelwow. Ein Gegenangriff der russischen 12. Division traf auf die Mitte des IX. Korps. Die 9. Division erreichte derweil Steniatyn, die Russen hatten zwischen Poryck und Szelwow neue Stellungen angelegt. Die 10. Division schwenkte gegen Zaturcy ein und die 26. Schützen-Division erreichte Chorochorin.

### Offensive der 2. Armee bei Gologory und Zloczow
Nach einstündigem Artillerieschlag ging das V. Korps (14., 33., 34. und 43. Division) der k.u.k. 2. Armee am 27. August auf Ciemierzyne in Richtung auf Gologory vor. Die 14. Division unter FML Csicserics überschritt die Zlota Lipa bei Dunajow und drang in die Front des russischen VI. Korps ein. Die 34. Division unter Generalmajor Birkenhain erstürmte die Höhen südöstlich von Gologory und wurde durch einen russischen Gegenangriff gestoppt. Das Infanterie-Regiment Nr. 26 eroberte Gologory, die 2. Armee hatte Verluste von 4500 Mann erlitten. Am Abend des Tages entschloss sich General Iwanow, die Südwestfront zwischen Bug und Styr auf die Linie Torczyn-Swiniuchy-Stojanow-Radziechow-Toporow zurückzuführen, der Nordflügel der russischen 11. Armee ging in den Raum östlichen von Zloczow zurück. Der rechte Flügel der russischen 9. Armee hielt – an die Strypa angelehnt – am 28. August erfolgreich stand.
Am 29. August stand die k.u.k. 2. Armee hinter der Zloczowka und auf den Höhen beiderseits von Bialy Kamien. Das V. Korps (Goglia) stand mit der 14. und 34. Division sowie der 43. Schützen-Division im Kampf um Zloczow. Das XIX. Korps besetzte Ozydow und erreichte im weiteren Vorgehen bis zum 30. August Bialy Kamien. Am linken Flügel hielt die 29. Division (FMl Kroupa) bei Ozydow die Verbindung zum IV. Korps, das an der Linie Sokolowka-Taperow vorging.
Nördlich von Brody erreichte die 27. Division (FML Ferdinand Kosak) die alte Landesgrenze, die 51. Honved-Division (General Kornhaber) versuchte über die Sokolowka vorzugehen.
Das IV. Korps (32. und 33. Division) verfolgte am 31. August bei Olesko und durchbrach den bereits abbauenden Südflügel der russischen 8. Armee bei Sokolowka. Vor dem zurückgehenden russischen XVIII. Armeekorps erreichte die 27. Division (linker Flügel des IV. Korps) den Styr bei Stanislawczyk. Gegenüber der 51. Honved-Division und dem XIX. Korps leistete der Nordflügel (VII. Armeekorps) der russischen 11. Armee zwischen der Sokolowka und Ozydow noch weiterhin starken Widerstand.
Von Sokal kommend, errichtete die 4. Kavalleriedivision bei Rozyszcze einen Brückenschlag über den Styr. Die russische 8. Armee gab darauf das rechte Bugufer auf. Das k.u.k. II. Korps folgte bei Sokal nach, das I. Korps verfolgte über Steniatyn und Poryck. Das Korps Szurmay erreichte derweil die Linie von Swiniuchy bis Torczyn, das X. und IX. Korps stand zwischen Sierna bis Ulaniki. Die Gruppe Roth (XIV. Korps) setzte mit der 3. und 21. Division über den Styr und zog der über Holoby heranmarschierende 2. Division entgegen. Diese Division versuchte bei Roziszcze, auf das östliche Styrufer zu kommen, dahinter wurde die 21. Schützendivision nachgezogen. Die 2. Division errichtete am 28. August bei Czeben eine Kriegsbrücke, während die 4. Kavallerie-Division den Uferwechsel deckte. Der weitere Vorstoß der 2. Division war auf Luck gerichtet. Der Südflügel der 1. Armee, die 25. Division unter Generalmajor Poleschensky, griff die russische Stellungen an.

## K.u.k. Offensive auf Rowno

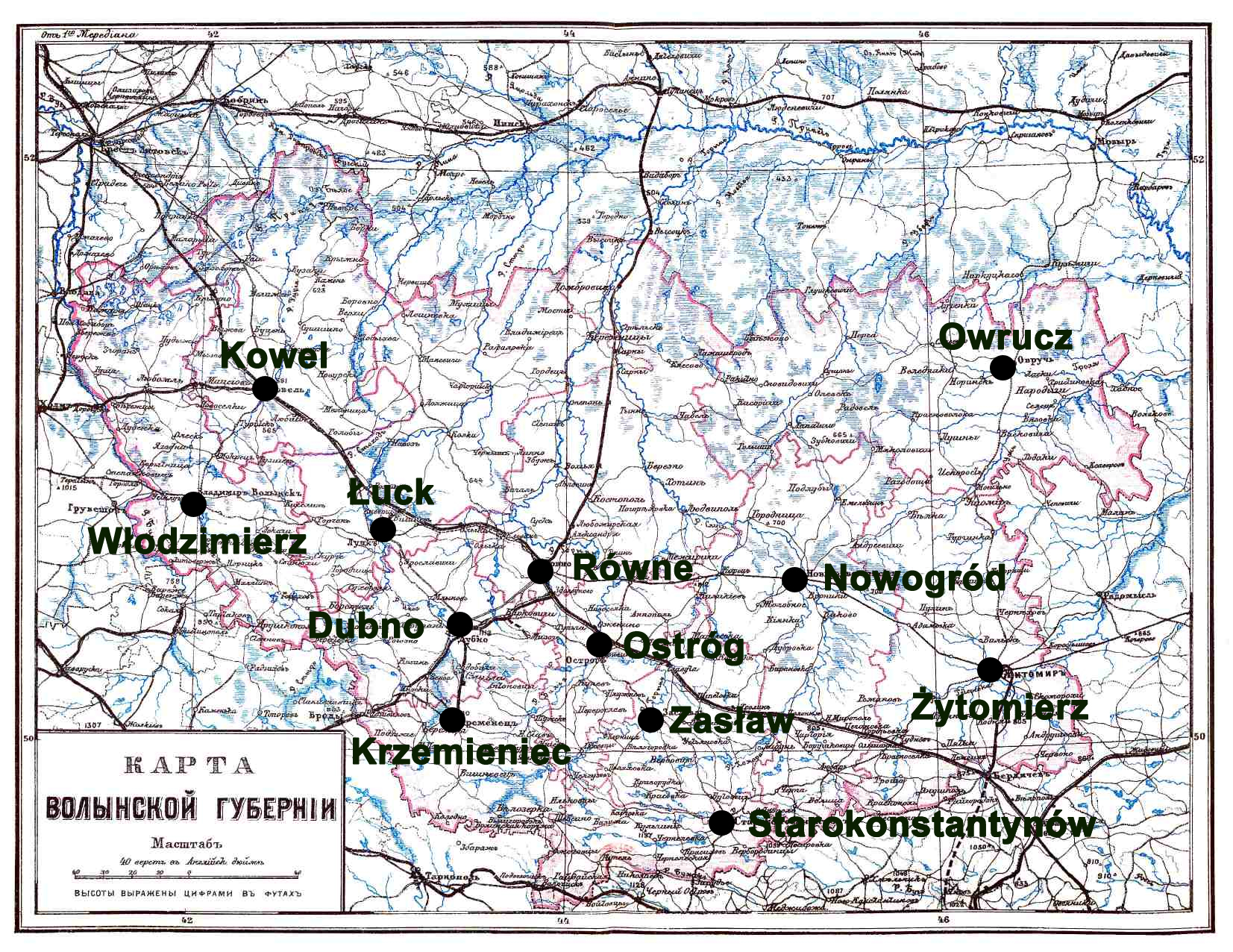
Gesamtkarte von Wolhynien

Etwa 13 Divisionen der k.u.k. 1. Armee versuchten, beidseitig von Luck gegen die Linie Kolky–Krystynopol–Werba vorzudringen und den Durchbruch auf Rowno zu erzwingen. Am 29. August griff der Südflügel der k.u.k. 1. Armee mit der 25. Division gegen die Linie Stojanow -Druzkopol an, nördlich davon ging das I. Korps gegen Gorochow vor. Das Corps Szurmay stieß im Norden davon mit der 7. Division in den Raum südöstlich Swiniuchy vor, die 40. Honved-Division blieb am rechten Flügel erfolglos. Die Russen versuchen, Luck und die Flusslinie Ikwa-Styr zu halten.
Die Gruppe Roth (XIV. Korps) ging direkt auf Luck vor, das Honved-Korps Szurmay unterstützte von Süden her. Die 21. Schützen-Division erreichte Teremno, die 3. Division operierte an der Nordfront von Luck. Die 4. Kavallerie-Division besetzte Polacza, die 2. Division erstürmte den Bahnhof von Kiwercy und drang in die Ortschaft ein.
Die 4. Kavallerie-Division überschritt den Styr und versuchte, die dortige Bahnlinie zu unterbrechen. Das XIV. Korps gelangte nördlich von Luzk mit allen drei Divisionen bei Roziszcze über den Styr, dahinter wurde am folgenden Tag das X. Korps nachgeführt. Die 7. Kavallerie-Division stand noch bei Kowel. Die Masse des IX. Korps versammelte sich an der Siernamündung und versuchte den Styr bei Sierniki zu überschreiten. Die Gruppe Horsetzky (3. und 21. Division) kämpfte sich an der Bahnlinie zwischen Styr und Rowno vor.
Am 30. August versuchte das k.u.k. IX. Korps an der Siernamündung die Überbrückung des Styr zu erzwingen. An der Straße nach Rowno war unterdessen die Gruppe Horsetzky (3. und 21. Division) vorgegangen und erreichte nördlich von Luzk die Höhen von Zydyczyn, wohin auch die 2. Division nachgezogen wurde. Das X. Korps (die 13. Division trat zur Gruppe Szurmay) wurde in der Nacht aus der Front gezogen; es sollte am 31. August bei und nördlich von Rozyszcze über den Styr gehen und am 1. September südostwärts vorrücken. General Brussilow versuchte, Luck zu halten und führte das XXXIX. Korps (General Stelnitzki) mit der Eisenbahn über Klewan heran.
Am 31. August wurden die russischen Stellungen vor dem rechten Flügel und der Mitte der 1. Armee geräumt. Am 31. August erfolgte die Einnahme von Luzk durch die 1. Armee, nachmittags gab FZM Puhallo an das Kavalleriekorps Berndt (4. und 7. Kavallerie-Division) die Order, über Klewan auf den Stubel-Abschnitt und nach Rowno vorzustoßen. Die über Cholojow angesetzte 32. Division warf die Russen bei Radziechow zurück. Der nördliche Flügel des Korps Czibulka, die 31. Division unter FML von Lütgendorf, ging südlich von Stojanow vor. Der vorspringende Südflügel der russischen 8. Armee wurde bei Radziechow zurückgedrückt und ging daraufhin kampflos zurück. Gegenüber dem I. und II. Korps und der Gruppe Szurmay hielten die Russen an der Sierna stand. Der Nordflügel Szurmays wurde mit der 13. Schützen-Division auf Luck zurückgeworfen, das k.u.k. XIV. Korps leistete verzweifelten Widerstand. Das X. Korps musste zur Unterstützung hinter dem IX. Korps in den Raum von Roziszcze nachgezogen werden. Die 24. Division und die 62. Division gingen in der Mitte, die 10. und 13. Schützen-Division südlich davon vor. Das Kavallerie-Korps Berndt (4. und 7. Kavalleriedivision) ging entlang Klewan nach Rowno vor.

## Festlaufen der Angriffe Anfang September
In der Nacht zum 1. September erfolgte auf dem linken Heeresflügel eine Neugliederung der k.u.k. Streitkräfte. Das IX., X. und X, die in Holoby eingetroffene Gruppe Smekal sowie die 4. und die ebenfalls inzwischen herangekommene 7. Kavallerie-Division traten als neue 4. Armee unter den Befehl des Erzherzogs Joseph Ferdinand, an dessen Weisungen auch die 1. Armee während der im Gange befindlichen Operation gebunden blieben. Bereits am vorhergehenden Nachmittag hatte Generaloberst Conrad darauf hingewiesen, dass die Offensive nicht nur die Säuberung Ostgaliziens bezwecke, sondern darüber hinaus auch einen möglichen Schlachtensieg anstrebe.
Am 1. September gelang der 2. Armee die kampflose Besetzung von Brody. Der Nordflügel der 1. Armee (I. Korps) versuchte im Anschluss an die 4. Armee beiderseits der unteren Ikwa vorgehen. Dem Südflügel des II. Korps, die 25. Division, verblieb mit neun Bataillonen im Vorgehen auf der ganzen Breite des Berglandes westlich von Dubno. Im Abstimmung mit dem südlicher auf Dubno vorgehenden nördlichen Flügel der 2. Armee sollte der Plaszewka-Abschnitt überwunden werden.
Am 3. September durchbrach dann ein überraschender Gegenangriff des russischen VIII. Korps seinerseits die Front der k.u.k. 1. Armee an der Naht zwischen I. und II. Korps östlich von Pelcza. Ein Flankenstoß des XIV. Korps mit der 3. Division bei Olyka von Norden her stabilisierte die Lage wieder.
Am 4. September setzte das Korps Martiny (X. Korps) nördlich der Putilowka mit der Gruppe des Generalmajor Eduard Tunk (62. und Teile der 24. Division) zum Angriff auf Derazno an. Am 5. September zerschellte der östlich Cuman gegen Derazno angesetzte Angriff des X. Korps am Widerstand des russischen XII. Armeekorps. Das IV. Korps der 2. Armee nahm am 7. September Radziwillow. Beim V. Korps konnte die 32. Division unter Generalmajor von Willerding am 7. September die Höhen von Michailowka erobern und bei Podkamien erneut die russische Front durchstoßen, das russische XVIII. Armeekorps war zum Rückzug gezwungen. Die k.u.k. 2. Armee behauptete sich währenddessen vor Gegenangriffen der russischen 1. Armee in der Schlacht an der Strypa und bei Nowo-Alexksiniec.
Am Nordabschnitt erreichte die k.u.k. 7. Kavalleriedivision Kolki, die 4. Kavalleriedivision stand zwischen Styr und den Goryn sowie bei Zurawies im Kampf mit dem russischen Kavalleriekorps unter General Weljassew.
Am 6. September konnte das II. Korps der 1. Armee Dubno besetzen und sicherte sich südlich davon die Übergänge über die Ikwa. Die 4. Armee durchbrach mit dem IX. Korps die Front des russischen XXXIX. Korps an der Derewione, am 8. September fiel Klewan in die Hände der k.u.k. Truppen. Unterdessen war auch am Nordflügel der k.u.k. Heeresfront eine grundlegende Änderung der Lage eingetreten. Das Kavalleriekorps des Grafen von Bissingen (2. Kavalleriedivision und 11. Honved-Kavalleriedivision) hatte am 11. September die Turija überschritten und drängte im Verein mit der polnischen Legion die Russen in den Mündungswinkel des Stochod zurück. Die 1. Kavalleriedivision des Generalmajor de Ruiz gewann Raum zwischen Stochod und Styr und drängte mit dem rechten Flügel an Czartorijsk heran. Das Kavalleriekorps Berndt erreichte mit dem rechten Flügel den Ostrand des Sumpfgebietes von Berestiany. Der linke Flügel der 4. Armee (X. Korps) hatte gemäß dem Befehl der Heeresleitung vom Abend des 12. September den Angriff zunächst noch fortgesetzt und am 13. nördlich des Goryn bis über Postojno vorstoßen können; er war dann aber in die Abwehr gedrängt und von überlegenen russischen Kräften in der Front und linken Flanke angegriffen worden. Infolgedessen musste das X. Korps nachts in die Linie Klewan–Karpilowka zurückgebogen werden.
General von Falkenhayn war am 14. September an Generaloberst von Conrad mit dem Vorschlag herangetreten, die österreichisch-ungarische Front in Galizien zur Erhöhung ihrer Widerstandskraft hinter die Zlota Lipa zurückzunehmen und durch das bei Lublin zum Abtransport nach Südungarn bereitstehende deutsche XVII. Armee-Korps zu verstärken.

## Russische Gegenoffensive im Raum Luck 13. bis 24. September
Am 12. September wurde das russische XXX. Armeekorps (71., 74. und 80. Reserve-Division) bei Rowno ausgeladen. Es war an der Serethfront bei der 9. Armee herausgezogen worden und wurde jetzt vom Norden her in einem Flankenstoß gegen die am tiefsten vorgedrungen feindlichen Truppen angesetzt. Am 16. September wurde die Front der Gruppe Martiny der k.u.k. 4. Armee nördlich von Klewan bei Derazno durchbrochen. Das hatte die Zurücknahme der ganzen 4. Armee in die Linie Zarzyck–Metelno und hinter die Putilowka zur Folge. Nordwärts bis Kolki am Styr nahm das Kavalleriekorps Berndt (jetzt unter Generalmajor Graf Herberstein) Stellung. Im Raum zwischen Styr und Stochod wich die 1. Kavallerie-Division auf die Linie Raznicze–Kaszowka zurück. Auch in der neuen Stellung vermochten das X. Korps und das Kavalleriekorps Herberstein am 17. September den fortdauernden heftigen Angriffen des Feindes nicht standzuhalten. Abermals an der Front durchbrochen, mussten die Österreicher wieder zurückweichen. Da es bei der Erschöpfung der Truppe ratsam erschien, befahl Erzherzog Joseph Ferdinand für die kommende Nacht den Rückzug der 1. und 4. Armee hinter Ikwa und Styr. Dieser konnte in völliger Ordnung durchgeführt werden, da der Feind nirgends nachdrängte.
Noch vor der notwendigen Zurücknahme des Nordflügels der k.u.k. Heeresfront hinter die Ikwa und den Styr wandte sich Generaloberst Conrad an die deutsche Oberste Heeresleitung mit der Bitte, alle im Raum Pinsk freiwerdenden Kräfte über Lubiaz–Kolki in die Flanke des die 4. Armee angreifenden Gegners zu dirigieren. Am Abend des 18. September standen Mitte und linker Flügel der 1. Armee abwehrbereit hinter der Ikwa abwärts Dubno, die 4. Armee hinter dem Styr bis nördlich von Rozyszcze – mit dem XIV. Korps in einer Brückenkopfstellung östlich von Luck, anschließend das Kavalleriekorps Herberstein bis Sokol; das neugebildete Korps des Generals der Kavallerie von Hauer sicherte die Landenge bei Rawoz und am Stochod bis Lubieszow.
Am 19. September überschritt die deutsche 5. Kavallerie-Division den Stochod bei Lubieszowo und traf bei Zeleznica auf russische Truppen.
Am 20. September folgte das Kavalleriekorps Hauer (2. und 11. Kavallerie-Division, 1. und 3. polnische Brigade) nach. Gegenüber dem Abschnitt des Kavalleriekorps Hauer wurde das russische Korps Gyllenschmidt mit der 83. Reserve-Division verstärkt.
Als sich nach achttägigen Kämpfen das völlige Festlaufen der k.u.k. Truppen abzeichnete, waren die Russen im Besitz von Derazno, die Österreicher auf die dicht dahinter liegenden Quellsümpfe des Korminbaches zurückgedrängt und ihre linke Flanke vor dem Styr-Brückenkopf Polonne an der Bahnlinie Sarny–Kowel vor Überflügelung bedroht. An der Straße Rowno–Luck hatte sich Puhallo wenigstens am Stubiel-Abschnitt behauptet und den Brückenkopf Klewan in wechselvollen Kämpfen behauptet. Erschöpft und in der Gefahr stehend, von den Russen überflügelt zu werden, entschloss sich die österreichisch-ungarische Heeresleitung am 20. September zum Rückzug vom Stubiel auf den Styr.

### Die Kämpfe im Styrbogen und in Polesien
Der russische Gegenangriff in Polesien zielte in drei Stoßrichtungen auf Umfassung und Durchbrechung der österreichisch-ungarischen Armeen. Iwanows Nordflügel hatte zur Verfolgung den Kormin-Abschnitt überschritten und erreichte den Styr am 21. September zwischen Kolki und Polanno. In der großen Schleife, die der Styr bei Czartorysk bildete, kämpften die k.u.k. Kavalleriedivisionen zwischen Kolki und Rafalowka gegen die Russen, zudem folgte ein starkes Korps, das auf Kowel vorrückte. Während sich im Styrbogen die Umfassung abzeichnete, zersetzten neu aufgebaute Batterien am Stubiel und am Goryn die versumpften österreichischen Gräben im Putilowkagrund und an den Ikwateichen von Olyka bis Kremiemec. Bei Olyka gelang es der 1. Armee, noch eine Zeitlang standzuhalten und ihre Notlage zu verschleiern, dann trat sie unter Zurücklassung festgeratener Fuhrwerke und gesprengter Geschütze den Rückzug auf Luck an. Am Südflügel bei Kremiemec und Nowo-Aleksiniec waren die Verluste noch größer.
Conrads Offensive geriet vollständig ins Wanken, er hatte keine Reserven mehr, um die Lücken zu stopfen. Die österreichische Heeresleitung unterrichtete die Deutschen vom Ernst der Lage. In Iwanows Hauptquartier zu Mogilew, wo auch Zar Nikolaus II. anwesend war, wartete man auf die Vollendung des sich ankündigenden Sieges.
Am Morgen des 23. September hatten sich die Russen aller Styrübergänge zwischen Rafalowka bis Kolki bemächtigt und Puhallos linken Flügel zurückgeworfen. Die Stadt Luck fiel wieder in russische Hand, das k.u.k. XIV. Korps konnte die Stadt nicht halten. Die 21. Schützendivision ging bei Wyszkowo über den Styr zurück, die 13. Schützendivision blieb bei Ulaniki zurück. Das siegreiche russische XXX. Armeekorps konnte an diesem Tag 12.000 Gefangene einbringen.
Am 25. September gipfelte der russische Angriff am Stochod vor Kowel. Die Verbindung zum deutschen XXXXI. Reserve-Korps im Raum südwestlich von Pinsk und Puhallos linkem Flügel war abgerissen.

## Zweite Angriffsphase auf Rowno 25. bis 28. September

### Flankenstoß der Gruppe Gerok

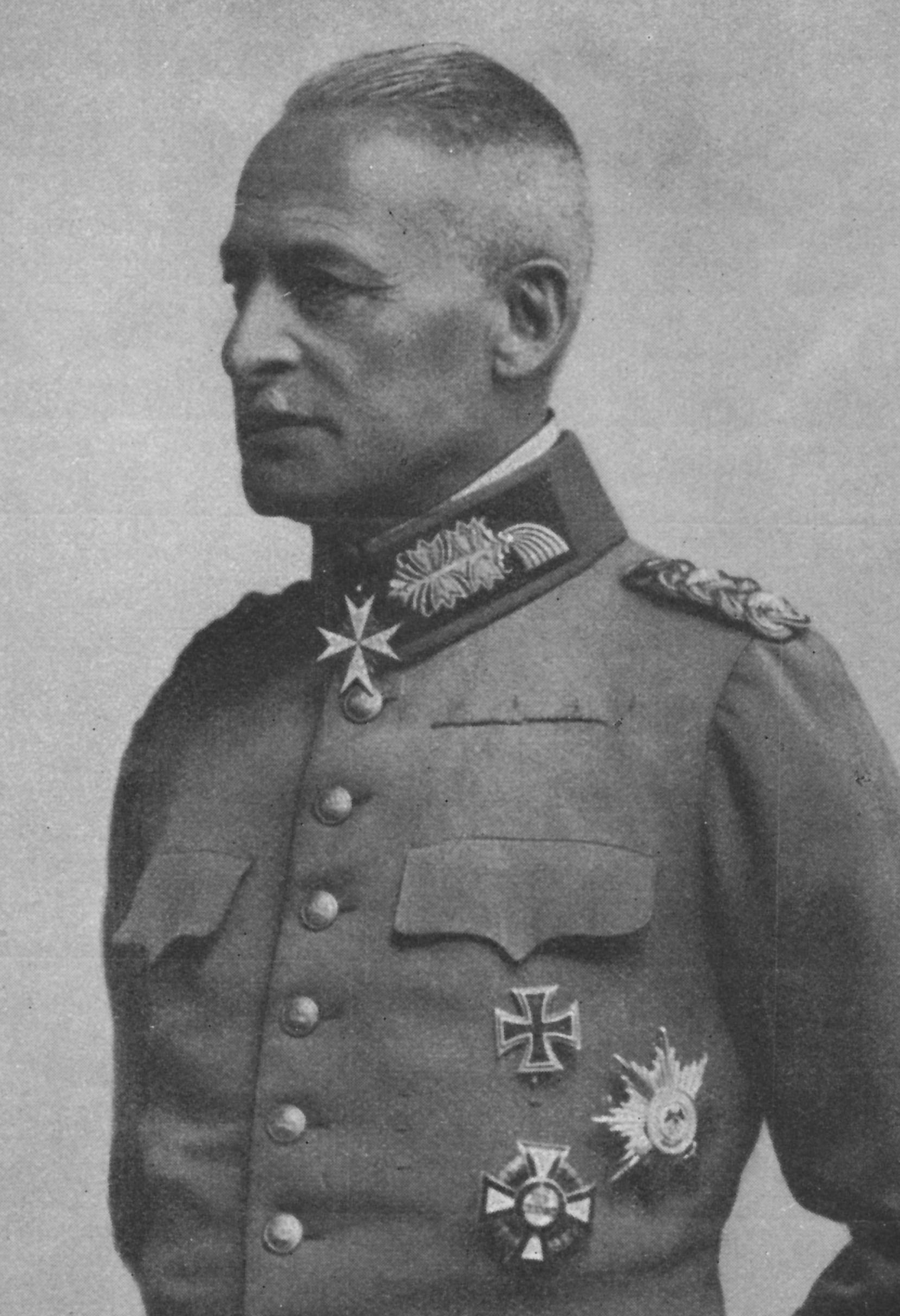
Friedrich von Gerok

Von der Bugarmee wurde ab 20. September das deutsche XXIV. Reserve-Korps (1. und 22. Division) über den Pripjat bei Lubiaz nach Süden gesandt, um der russischen 8. Armee in die rechte Flanke zu stoßen und die k.u.k. Truppen zu entlasten.
Gruppe Gerok:
- Kavalleriekorps Hauer (1., 9. und 11. Honved Kavallerie-Division, Polnische Legion)
- XXIV. Reserve-Korps (deutsche 1. und 22. Division)
- Kavalleriekorps Berndt/Herberstein (2., 4. und 7. Kavallerie-Division)

4. Armee:
- XIV. Korps (3. und 45. Division)
- XVII. Korps (11. und 13. Division, 41. Honved-Division)
- X. Korps (4. und 21. Division)
- IX. Korps (2., 10. und 62. Division)

1. Armee:
- Gruppe Szurmay (7. Division und 40. Honved-Division)
- II. Korps (25. und 46. Division)
- I. Korps (9. Division)

2. Armee:
- XVIII. Korps (31. Division, 38. und 51. Honved-Division, 1. Landsturm-Brigade)
- XIX. Korps (14. und 34. Division)
- V. Korps (33. und 43. Division, in Reserve 32. Division)
- IV. Korps (29. und 27. Division)

Der Anmarsch der deutschen Truppen erreichte am 25. September Kolki, das russische XXX. Armeekorps (71. und 74. Reserve-Division) ging auf die Linie Klewan-Olyka zurück und wurde durch die 4. Schützendivision und die 7. Kavalleriedivision verstärkt.
Am 26. September setzte das k.u.k. IX. Korps (2. und 10. Division) bei Borzemiec und Jalowiczy über den Styr. Die 45. Schützen-Division rückte wieder durch Luck in die frühere Brückenkopfstellung am Styr ein, südlich der Stadt überschritt die 62. und 4. Division den Fluss. Der russische Rückzug erfolgte an die Putilowka. Zusammen mit der deutschen Gruppe Gerok rückte das k.u.k. XVII. Korps (11., 13. und 41. Division) unter FML Křitek anstelle des Kavalleriekorps Herberstein wieder zur Besetzung zum Styr-Abschnitt zwischen Czeben-Borwicy vor.
Am 27. September forderte General Linsingen vom General Böhm-Ermolli den Ansatz des rechten Flügels der k.u.k. 1. Armee in Richtung auf die versumpfte Ikwaniederung. Das Korps Szurmay (7. und 40. Division) versuchte, die Ikwa bei Mlynow zu überschreiten. Dann folgte die Wiederaufnahme des Vormarsches der k.u.k. 4. Armee. Die Russen mussten die Übergänge am Styr zwischen Kolki und Luck aufgeben und gingen auf den Korminbach und die Putilowka zurück. Die k.u.k. 10. Division des IX. Korps erreichte Ujezdcy, das XIV. Korps (3. und 45. Division) gelangte in den Raum südlich von Romanow, links davon gelangte das X. Korps (4. und 21. Division) auf gleicher Höhe.
Das russische XXX. Armeekorps war vor der Gruppe Gerok kampflos zurückgewichen, die deutsche 22. Division drang in den Raum westlich von Czerysc vor. Die geplante Abschneidung russischer Verbände westlich des Horyn-Abschnittes war wegen des schnellen gegnerischen Abzuges nicht gelungen. Das k.u.k. XVII. Korps ging mit der 13. Schützendivision bei Sokal und mit der 11. Division bei Borowcy ungehindert über den Styr und erreichte die Linie Sikirczy-Trostieniec.
Über Silno verfolgte das Kavalleriekorps Hauer über den Styr, wo das russische Korps Weljasszew beiderseits der Karpilowka noch Widerstand leistete.
Am 28. September drang die deutsche 1. Division auf Berestiany und die 22. Division nahm den Ort Czernysz ein. Links davon rückte das nachgezogene Kavalleriekorps Herberstein bei Kolki über den Fluss nach.

## Folgen
Die Verluste der k.u.k. Truppen bei der Offensive nach Rowno betrugen über 150.500 Mann. Die 4. Armee verlor 50.377 Mann, die 1. Armee 31.330 und die 2. Armee 68.884 Mann. Im Einzelnen gab es 10.305 Tote, 40.180 Verwundete und 74.441 Gefangene, der Rest waren Erkrankte. Gleichzeitig hatten die Mittelmächte an der Strypa und Serethfront (Südarmee und k.u.k. 7. Armee) im gleichen Zeitraum über 80.000 Mann verloren. Die Gesamtverluste der k.u.k. Streitkräfte bei der Herbstoffensive 1915 an der ostgalizischen Grenze betrugen über 230.800 Mann.